# Томаш Нецид
Томаш Нецид (на чешки: Tomáš Necid) е чешки футболист, нападател на Бохемианс 1905 и чешкия национален отбор.

## Кариера

### Славия Прага
Нецид е юноша на Славия Прага. Той дебютира за мъжкия отбор през септември 2006 година, когато е само на 17 години. Томаш играе рядко за Славия и през 2008 отива под наем за половин сезон в Яблонец 97. След завръщането от наем, младият чех прави страхотен сезон, като вкарва 11 гола в 16 мача. Привлича вниманието на няколко европейски отбора.

### ЦСКА Москва
В началото на 2009 година, Нецид е трансфериран в ЦСКА Москва за 7 милиона евро. Нецид вкарва гол в дебюта си срещу ФК Рубин Казан. На 10 май 2009 вкарва първия си гол в шампионата на Русия срещу Динамо Москва. Успява да измести от титулярното място намиращият се в слаба форма Вагнер Лав. На 15 септември 2009 дебютира в Шампионската лига. През сезон 2010 губи титулярното си място за сметка на Гилерме. Все пак Томаш успява да вкара 7 попадения през сезона. На 4 ноември 2010 вкарва 2 гола на Палермо. През 2011 започва като титуляр в първите няколко срещи от сезона и вкарва 3 гола.
През юни 2011 се контузва тежко и отсъства 6 месеца от терените. Завръща се в началото на 2012, влизайки като резерва срещу Реал Мадрид. Първия си мач като титуляр за годината записва в дербито срещу Спартак Москва. За целия сезон отбелязва едва 3 попадения. Преди началото на 2012/13 отново си контузва коляното и ще отсъства около 9 месеца. През 2013 отказва да поднови договора си е и възможно да напусне след края на сезона. Травмата на Нецид го изважда от игра за целия сезон, а добрата форма на Ахмед Муса и завърналият се Вагнер Лав не му дава шанс за изява. През юли 2013 е даден под наем на ПАОК. Там обаче вкарва само 1 попадение в 10 мача и в началото на 2014 се завръща в Славия Прага.

### Цволе
На 12 август 2014 г. преминава в Цволе под наем. В холандския тим Томаш успява да възвърне предишната си форма, отбелязвайки 8 попадения в 13 срещи. В края на годината холандците закупуват нападателя.

## Национален отбор
Нецид дебютира за националния тим на Чехия като сменя Мартин Фенин в мач срещу Сан Марино. Това става в 66-ата минута, а в 83-тата на същия мач вкарва и първия си гол за мъжкия тим на чехите. Участва на Евро 2012, но не записва нито минута на турнира.